# 九重橋
九重橋，是臺灣臺南市六甲區的一個傳統地域名稱，位於該區中東部。相較於今日行政區，其範圍大致包括大丘里西北部不含西北部端出部分的西南側、王爺里東南端、大崎里北部邊界地帶偏東一小段。
本地區位於烏山頭水庫集水區內，境內主要聚落為九重橋、猴洞腳、匏仔藔、北勢坑。

## 歷史
台灣日治初期，九重橋地區為一街庄，稱為「九重橋庄」（舊制街庄），隸屬於赤山堡。該庄昔日北與果毅後庄、前大埔庄為鄰，東邊北段與大坵園庄為鄰，東邊南段及南邊隔官田溪與南勢坑庄、雙溪仔庄為界，西邊為王爺宮庄、水流東庄。
1901年（日治明治三十四年）11月11日，全台廢縣廳改設二十廳，該庄隸屬於鹽水港廳。1904年（明治三十七年）4月1日，該庄編入「九重橋區」，隸屬於鹽水港廳。1906年（明治三十九年）4月1日，鹽水港廳內管轄區域調整，該庄改隸屬於「六甲區」。1909年（明治四十二年）10月25日，全台合併二十廳為十二廳，六甲區改隸屬於臺南廳。1920年（大正九年）10月1日，全台地方制度大改正，廢十二廳改設五州二廳，該庄改制為「九重橋」大字，隸屬於臺南州曾文郡六甲庄（新制街庄）。
戰後六甲庄改制為六甲鄉，隸屬於臺南縣，大字亦改制為村。1950年（民國39年）10月25日，雲、嘉、南分治，六甲鄉仍隸屬於臺南縣。2010年（民國99年）12月25日，臺南縣、市合併為直轄臺南市，六甲鄉改制為六甲區，村亦改制為里。

## 聚落
本地區發展較早的聚落為九重橋、猴洞腳、匏仔藔、北勢坑，在日治期初期的官方地圖上已有記載。

## 交通
市道174號是蘆竹溝至橫路的道路，經過本地區北部邊界地帶。由該道路西行可前往六甲區六甲市區、下營區、學甲區、北門區南部，並止於溪底寮地區的蘆竹溝聚落；東行可前往東山區東南部，並止於下南勢地區橫路聚落附近的市道175號路口。

## 水利設施
- 烏山頭水庫：本地區西南部凸出部分的西側及南側邊界地帶為水庫水域的一部分